# Jat Airways
A Jat Airways (pronuncia-se "iót"), é a companhia aérea nacional da Sérvia, com base em Belgrado. É uma herança da antiga companhia nacional da Iugoslávia chamada  Jugoslovenski Aerotransport (JAT).

## Histórico
Foi a primeira companhia aérea da Europa a colocar em operação o Boeing 737-300.

## Frota em 2003

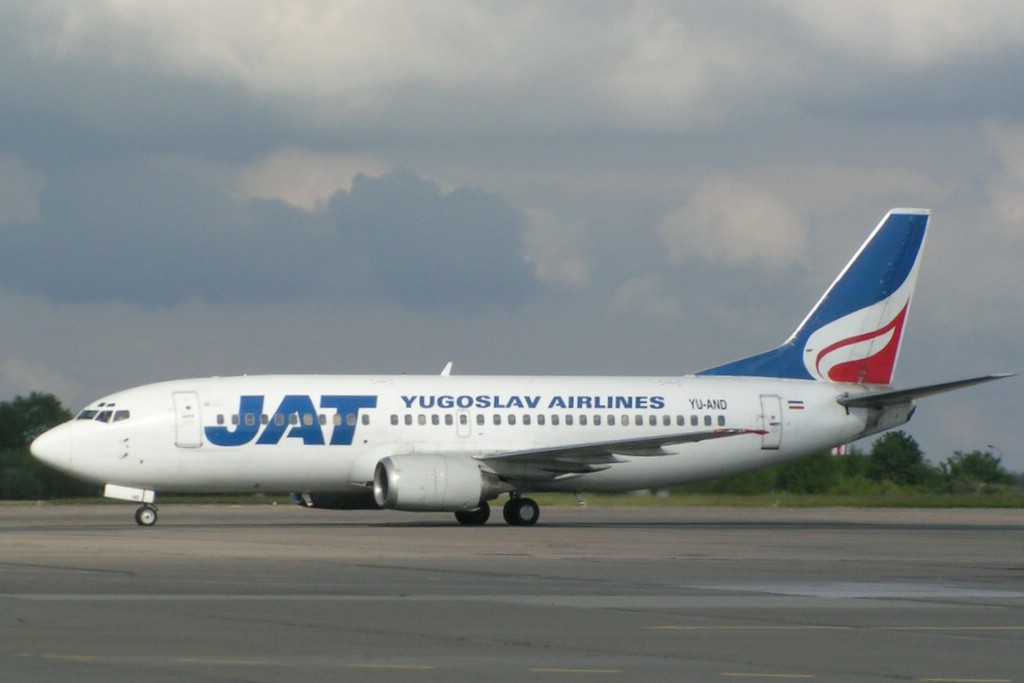
Boeing 737 da Jat Airways.

- ATR 72-200: 3
- ATR 72-500: 2
- Boeing 737-300: 10